# Grand Prix automobile de Belgique 1991
GP précédent GP suivant
Le Grand Prix automobile de Belgique 1991 (Belgian Grand Prix), disputé sur le circuit de Spa-Francorchamps situé près de Spa en Belgique le 25 août 1991, est la trente-huitième édition du Grand Prix, le 511e épreuve du championnat du monde de Formule 1 couru depuis 1950 et la onzième manche du championnat 1991.

## Classement

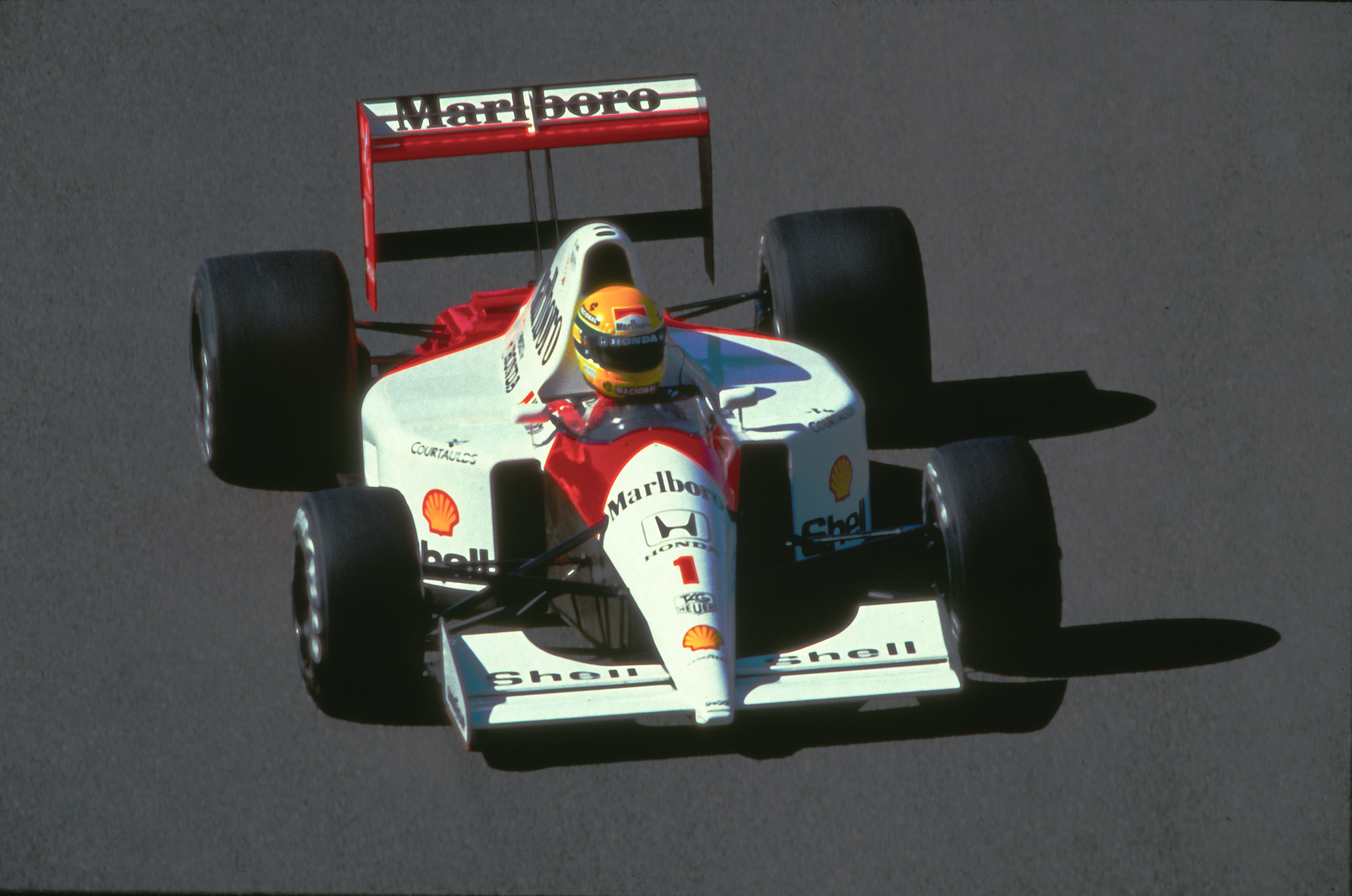
Ayrton Senna sur McLaren-Honda lors du Grand Prix de Belgique 1991.

| Pos. | No | Pilote             | Écurie               | Tours | Temps/Abandon                      | Grille | Points |
| ---- | -- | ------------------ | -------------------- | ----- | ---------------------------------- | ------ | ------ |
| 1    | 1  | Ayrton Senna       | McLaren-Honda        | 44    | 1 h 27 min 17 s 669 (209,883 km/h) | 1      | 10     |
| 2    | 2  | Gerhard Berger     | McLaren-Honda        | 44    | + 1 s 901                          | 4      | 6      |
| 3    | 20 | Nelson Piquet      | Benetton-Ford        | 44    | + 32 s 176                         | 6      | 4      |
| 4    | 19 | Roberto Moreno     | Benetton-Ford        | 44    | + 37 s 310                         | 8      | 3      |
| 5    | 6  | Riccardo Patrese   | Williams-Renault     | 44    | + 57 s 187                         | 17     | 2      |
| 6    | 8  | Mark Blundell      | Brabham-Yamaha       | 44    | + 1 min 40 s 035                   | 13     | 1      |
| 7    | 12 | Johnny Herbert     | Lotus-Judd           | 44    | + 1 min 44 s 599                   | 21     |        |
| 8    | 21 | Emanuele Pirro     | Scuderia Italia-Judd | 43    | + 1 tour                           | 25     |        |
| 9    | 7  | Martin Brundle     | Brabham-Yamaha       | 43    | + 1 tour                           | 16     |        |
| 10   | 14 | Olivier Grouillard | Fondmetal-Ford       | 43    | + 1 tour                           | 23     |        |
| 11   | 25 | Thierry Boutsen    | Ligier-Lamborghini   | 43    | + 1 tour                           | 18     |        |
| 12   | 23 | Pierluigi Martini  | Minardi-Ferrari      | 42    | + 2 tours                          | 9      |        |
| 13   | 33 | Andrea De Cesaris  | Jordan-Ford          | 41    | Moteur                             | 11     |        |
| Abd. | 4  | Stefano Modena     | Tyrrell-Honda        | 33    | Fuite d'huile                      | 10     |        |
| Abd. | 22 | Jyrki Järvilehto   | Scuderia Italia-Judd | 33    | Moteur                             | 14     |        |
| Abd. | 28 | Jean Alesi         | Ferrari              | 30    | Soupape                            | 5      |        |
| Abd. | 24 | Gianni Morbidelli  | Minardi-Ferrari      | 29    | Embrayage                          | 19     |        |
| Abd. | 11 | Mika Häkkinen      | Lotus-Judd           | 25    | Moteur                             | 24     |        |
| Abd. | 26 | Érik Comas         | Ligier-Lamborghini   | 25    | Moteur                             | 26     |        |
| Abd. | 5  | Nigel Mansell      | Williams-Renault     | 22    | Panne électrique                   | 3      |        |
| Abd. | 29 | Éric Bernard       | Larrousse-Ford       | 21    | Boîte de vitesses                  | 20     |        |
| Abd. | 16 | Ivan Capelli       | Leyton House-Ilmor   | 13    | Moteur                             | 12     |        |
| Abd. | 3  | Satoru Nakajima    | Tyrrell-Honda        | 7     | Sortie de piste                    | 22     |        |
| Abd. | 27 | Alain Prost        | Ferrari              | 2     | Fuite d'essence                    | 2      |        |
| Abd. | 15 | Mauricio Gugelmin  | Leyton House-Ilmor   | 1     | Moteur                             | 15     |        |
| Abd. | 32 | Michael Schumacher | Jordan-Ford          | 0     | Embrayage                          | 7      |        |
| Nq.  | 30 | Aguri Suzuki       | Larrousse-Ford       |       | Non qualifié                       |        |        |
| Nq.  | 34 | Nicola Larini      | Modena-Lamborghini   |       | Non qualifié                       |        |        |
| Nq.  | 10 | Alex Caffi         | Footwork-Porsche     |       | Non qualifié                       |        |        |
| Nq.  | 35 | Eric van de Poele  | Modena-Lamborghini   |       | Non qualifié                       |        |        |
| Npq. | 9  | Michele Alboreto   | Footwork-Porsche     |       | Non préqualifié                    |        |        |
| Npq. | 17 | Gabriele Tarquini  | AGS-Ford             |       | Non préqualifié                    |        |        |
| Npq. | 31 | Pedro Chaves       | Coloni-Ford          |       | Non préqualifié                    |        |        |
| Npq. | 18 | Fabrizio Barbazza  | AGS-Ford             |       | Non préqualifié                    |        |        |

## Pole position et record du tour
- Pole position : Ayrton Senna en 1 min 47 s 811 (vitesse moyenne : 231,739 km/h).
- Meilleur tour en course : Roberto Moreno en 1 min 55 s 161 au 40e tour (vitesse moyenne : 216,948 km/h).

## Tours en tête
- Ayrton Senna : 28 (1-14 / 31-44)
- Nigel Mansell : 6 (15-16 / 18-21)
- Nelson Piquet : 1 (17)
- Jean Alesi : 9 (22-30)

## Statistiques
- 32e victoire pour Ayrton Senna.
- 92e victoire pour McLaren en tant que constructeur.
- 64e victoire pour Honda en tant que motoriste.
- 1er Grand Prix de Formule 1 pour Michael Schumacher.